# Yavar Jamalov
Yavar Jamalov Talyb oglu (Yavər Camalov Talıb oğlu; Sabirabad Rayon, 17 de octubre de 1949 – 23 de junio de 2018) fue un político azerí, que ocupó el cargo de ministro de Defensa de Azerbaiyán.

## Biografía
Jamalov estudió entre 1967–1972 en la Universidad Estatal del petróleo e industria de Azerbaiyán.
Entre 2003 y 2006, ocupó el cargo como Director de la compañía Azneft. Ya, en marzo de 2006, fue designado ministro de la Industria de Defensa en el mandato del Presidente Ilham Aliyev. El ministerio se estableció el 16 de diciembre de 2005 en la base de Comité Estatal de Fabricación y Conservación de Maquinaria Especial. Desde que asumió el cargo, Jamalov ha mejorado significativamente el potencial militar de Azerbaiyán, aumentando la producción nacional de armas y armamento y cooperando con más de 60 empresas en 20 países. Azerbaiyán tomó parte en la Exposición de Fuerzas de Operaciones Especiales cada dos años con producción propia azerí.

## Premios
El 16 de octubre de 2009 Jamalov fue premiado por la Orden Shohrat por el presidente Aliyev por sus servicios para el desarrollo económico de su país.